# Leo Beaufort
Leo Josephus Cornelis Beaufort, kloosternaam Dydimus (Haarlem, 24 maart 1890 - Nijmegen, 9 juni 1965) was een Nederlandse rooms-katholieke geestelijke en politicus.
De franciscaner pater Beaufort studeerde theologie, wijsbegeerte en rechten.
Voor de RKSP was hij lid van de Tweede Kamer en voor de KVP lid van de Eerste Kamer. Hij had een belangrijke invloed als adviseur van KVP-voorman Carl Romme.
Beaufort was van 1947 tot 1960 buitengewoon hoogleraar volkenrecht aan de Katholieke Universiteit Nijmegen. Hij was ook bijzonder actief op internationaal gebied; zo was hij deel van de Nederlandse delegatie bij de onderhandelingen van het Handvest van de Verenigde Naties in 1945, lid van de Raadgevende Vergadering van de Raad van Europa in 1951, en lid van de Europese Commissie voor de Rechten van de Mens tot zijn overlijden in 1965.